# 石川県立鹿西高等学校
石川県立鹿西高等学校（いしかわけんりつ ろくせいこうとうがっこう、英: Ishikawa Prefectural Rokusei High School）は、石川県鹿島郡中能登町（旧・鹿島郡鹿西町）能登部上にある公立の高等学校。通称は「鹿高」。

## 設置学科
- 普通科

## 沿革
- 1973年（昭和48年）
  - 1月1日 - 石川県立学校条例第61号により、鹿島郡鹿西町（現・中能登町）に石川県立鹿西高等学校を新設（全日制普通科）。石川県立七尾城北高等学校鹿西分校を本校の定時制課程とする。
  - 4月9日 - 第1回入学式挙行。全日制課程は鹿西町立鹿西中学校舎の一部を仮校舎とする。
  - 5月19日 - 開校式、校旗樹立（創立記念日とする）。
- 1975年（昭和50年）
  - 1月31日 - 第1体育館竣工。
  - 3月20日 - 管理棟（A棟）竣工。
  - 3月29日 - 新校舎へ移転。
- 1978年（昭和53年）8月28日 - 教室棟（A棟8教室増築）竣工。
- 1979年（昭和54年）
  - 3月25日 - 教室棟（A棟4教室増築）竣工。
  - 11月14日 - 新校舎落成式挙行。
- 1981年（昭和56年）
  - 1月31日 - 研修棟「能登上布の里」竣工。
  - 10月20日 - 第2体育館竣工。
- 1982年（昭和57年）4月1日 - 定時制課程募集停止。
- 1985年（昭和60年）3月10日 - 定時制課程閉校式典挙行。
- 1988年（昭和63年）3月31日 - 旧定時制校舎（B棟）改修工事完了。
- 1989年（平成元年）2月15日 - 校訓制定、教育目標改訂。
- 1999年（平成11年）12月15日 - A棟大規模工事、耐震補強工事竣工。
- 2003年（平成15年）4月1日 - 2学期制導入。
- 2014年（平成26年）4月1日 - 教育目標改訂。
- 2015年（平成27年）4月1日 - 3学期制導入。
- 2016年（平成28年）
  - 4月1日 - スクールポリシー策定。
  - 11月 - A棟大規模工事竣工。
- 2017年（平成29年）- 特別教室に冷房設備設置。
- 2024年（令和6年） - 能登半島地震発生に伴い始業式を1月15日に延期して行う[1]。

## 概要
- 所在地：石川県鹿島郡中能登町
- 校訓：創造 実践 躍進
- 校章：麻の葉
- 校木：メタセコイア

## アクセス
- JR七尾線能登部駅 徒歩約3分

- のと里山海道 柳田IC 車で約15分

## 生徒会・委員会
- 編集委員会 - 各ホームより選出

生徒会誌「麻」を毎年発行している。
- 公安委員会 - 各ホームより選出

登校時間にあいさつ運動を行っている。
- 環境委員会 - 各ホームより選出
- 保健委員会 - 各ホームより選出
- 文化委員会 - 各ホームより選出
- 図書委員会 - 各ホームより選出

生徒への読書推進活動を行っており、図書室における貸出返却業務の他、各ホームに学級文庫を設置している。
- 体育委員会 - 各ホームより選出
- 応援委員会 - 各ホームより選出

総体総文、新人大会前に、出場する生徒に向けて応援活動を行なっている。
- 選挙管理委員会 - 各ホームより選出

主に、生徒会選挙時に活動し、決選・信任投票時に票の集計などを行なっている。

## 部活動

### 運動系部活動
- 弓道部

男女ともに、全国高等学校総合体育大会への出場を過去に果たしている。また女子においては、ここ数年上位大会に出場する機会が多くなっている。
- 硬式野球部
- 剣道部
- 柔道部
- 陸上競技部
- サッカー部
- バドミントン部（男・女）
- 卓球部（男・女）
- ソフトテニス部（男・女）

女子は、過去に全国高等学校総合体育大会への出場したことがある。
- バレーボール部（男・女）
- バスケットボール部（男・女）

### 文化系部活動
- 吹奏楽部
- 華道部

流派は嵯峨御流で、時より生徒が活けた作品を校内に展示している。
- 染織部

染色部は、高校敷地内にある研修棟「能登上布の里」にて活動を行なっている。高校の所在地である中能登町の伝統産業・能登上布を織り、織布を加工した物を鹿高祭で販売している。
- 茶道部

流派は表千家流。鹿高祭において、一般・生徒に茶を立てるなどを行っている。
- 家庭部
- 美術部
- 弁論部

2011年（平成23年）度に新設された。各種弁論大会に参加しており、全国的な大会においても上位入賞を果たしてる。
- 科学同好会
- 英語同好会
- 新聞局

新聞局の活動内容は、鹿西高等学校の学校新聞である「鹿高新聞」の作成・発行が主となっている。

### かつて存在していた部活動
- 軟式野球部

1991年（平成3年）に地元で開催された石川国体の高校野球（軟式）競技会場が本校近くの鹿島町（現・中能登町）であったため、軟式野球部も強化指定され、石川国体や全国高等学校軟式野球選手権大会にも出場を果たした。
- 写真部
- 演劇部
- 放送部
  - 現在、放送局として存在はしているが、活動停止中。

## 鹿高新聞
1987年（昭和62年）、まだ鹿西高等学校には新聞を発行することも、発行する組織自体もなかったが、そのことに疑念を感じていた当時の校長の命により、学校新聞の発行が決定。その後、鹿高新聞と名づけられる。
1988年（昭和63年）3月の第1号発行から、年度により発行回数が変わるものの毎年度発行している。
定期的に出されるもののほかにも、不定期に号外版が出されることもある。

## 主な学校行事

### 鹿高祭
毎年、8月下旬あるいは9月上旬に行われる学校祭。文化祭2日と、体育祭1日の計3日間にわたり行われる。
文化祭は生徒有志からなる実行委員が夏休みを返上して準備に当たり、当日は催し物の司会進行や裏方を務める。主な催し物は、各クラス対抗でのお笑いコンテスト、ダンスコンテスト、おにぎりコンクールである。
体育祭は体育委員が主に準備をする。近年、熱中症対策として2010年（平成22年）は各クラスに一梁ずつテントが用意され、2011年（平成23年）はそれまで1日であった日程を半日に縮小した。
文化祭、体育祭とも、基本的に他校生徒の立ち入りは禁止されている。

### 校内陸上競技大会
毎年、6月上旬に学校の第一グラウンドで行われる。準備には生徒会執行部や体育委員のほか、野球部や男女テニス部をはじめとする多くの運動部が携わる。
男子3000m走では、若い教員や、教育実習生が飛び入り参加する場合ある。

### 球技大会
7月半ばに行われ、クラス対抗で晴天の場合はソフトボール、雨天の場合はバレーボールでトーナメント方式で戦う。ソフトボールの場合は野球部が、バレーボールの場合はバレーボール部が主に試合場づくりをし、審判員を務める。男子の部の優勝クラスは教員チームと戦う。文Ⅰクラスは男子が非常に少なく9人そろえることが不可能な場合がある。その際は、担任や副担任が助っ人として出場する。

## 校歌・応援歌
- 校歌 - 作詞：藤田福夫、作曲：中村外治
- 応援歌「鹿高健児の歌」 - 作詞・作曲：岡山幸雄
- 選手激励歌「石動おろし」 - 作詞：不詳、作曲：新屋寿

## 所在地
〒929-1602 石川県鹿島郡中能登町能登部上ヲ-1

## 著名な卒業生
藤敏也 - 俳優（地球戦隊ファイブマン 星川学、ファイブレッド役）